# Eishockey-Europapokal 1968/69
Der Eishockey-Europapokal in der Saison 1968/69 war die vierte Austragung des gleichnamigen Wettbewerbs durch die Internationale Eishockey-Föderation IIHF. Der Wettbewerb begann im Oktober 1968; das Finale wurde erst im Oktober 1969, während der Saison 1969/70, ausgetragen. Insgesamt nahmen 16 Mannschaften aus 15 Ländern teil. Erstmals nahm mit dem HK ZSKA Moskau ein sowjetischer Vertreter teil, der den Titel nach einem Finalsieg gegen den Klagenfurter AC auch gewann.
Aufgrund der Niederschlagung des Prager Frühlings verzichteten der tschechoslowakische Titelverteidiger TJ ZKL Brno sowie der HC Dukla Jihlava auf eine Teilnahme und traten zum Halbfinale bzw. zur zweiten Runde nicht an. Offiziell wurden Terminprobleme als Begründung angeführt, um die Sowjetunion nicht zu brüskieren. Aus Solidarität verzichteten die skandinavischen Mannschaften Brynäs IF Gävle und Koo-Vee Tampere ebenfalls auf eine Teilnahme.

## Modus und Teilnehmer
Die Landesmeister des Spieljahres 1967/68 der europäischen Mitglieder der IIHF sowie der Titelverteidiger TJ ZKL Brno waren für den Wettbewerb qualifiziert.
Der Wettbewerb wurde im K.-o.-System in Hin- und Rückspiel ausgetragen. Der Titelverteidiger Brno sowie der sowjetische Meister ZSKA Moskau waren dabei für das Halbfinale gesetzt.
| - HC Chamonix - Dosza Újpest Budapest - Metalurg Pernik - EC Klagenfurter AC - HC La Chaux-de-Fonds - GKS Katowice - Dinamo Bukarest - HK Jesenice | - Vålerenga IF Oslo - Koo-Vee Tampere - SC Dynamo Berlin - Brynäs IF Gävle - EV Füssen (gesetzt für die 2. Runde) - ASD Dukla Jihlava (gesetzt für die 2. Runde) - TJ ZKL Brno (Titelverteidiger; gesetzt für das Halbfinale) - ZSKA Moskau (gesetzt für das Halbfinale) |

## Turnier

### 1. Runde
Die Spiele fanden im Oktober und November 1968 statt.
| Begegnungen       | Begegnungen           | Gesamt              | 1. Spiel            | 2. Spiel             |
| ----------------- | --------------------- | ------------------- | ------------------- | -------------------- |
| HK Jesenice       | EC Klagenfurter AC    | 7:11                | 4:6 (2:3, 1:0, 1:3) | 3:5 (1:0, 3:3, 1:0)  |
| HC Chamonix       | HC La Chaux-de-Fonds  | 2:9                 | 2:5 (1:3, 0:1, 1:1) | 0:4 (0:1, 0:2, 0:1)  |
| Metalurg Pernik   | Dosza Újpest Budapest | 7:11                | 4:4                 | 3:7 (3:1, 0:3, 0:3)  |
| Vålerenga IF Oslo | Brynäs IF Gävle       | 7:24                | 3:7 (1:4, 0:2, 2:1) | 4:17 (1:5, 1:5, 2:7) |
| GKS Katowice      | Koo-Vee Tampere       | Tampere verzichtet  | Tampere verzichtet  | Tampere verzichtet   |
| SC Dynamo Berlin  | Dinamo Bukarest       | Bukarest verzichtet | Bukarest verzichtet | Bukarest verzichtet  |

Freilos erhielten:  ASD Dukla Jihlava,  EV Füssen

### 2. Runde
Die Spiele fanden am 2. und 9. Dezember 1968 statt. Ein Spiel 1 am 20. Dezember 1968
| Begegnungen          | Begegnungen           | Gesamt             | 1. Spiel             | 2. Spiel             |
| -------------------- | --------------------- | ------------------ | -------------------- | -------------------- |
| EC Klagenfurter AC   | EV Füssen             | 7:3                | 5:2 (3:0, 2:2, 0:0)  | 2:11 (1:0, 1:0, 0:1) |
| HC La Chaux-de-Fonds | Dosza Újpest Budapest | 13:6               | 10:4 (4:0, 0:3, 6:1) | 3:2 (0:1, 0:1, 3:0)  |
| GKS Katowice         | SC Dynamo Berlin      | 4:5                | 1:2 (1:2, 0:0, 0:0)  | 3:3 (0:1, 1:1, 2:1)  |
| Brynäs IF Gävle      | ASD Dukla Jihlava     | Jihlava verzichtet | Jihlava verzichtet   | Jihlava verzichtet   |

### 3. Runde
Die Spiele fanden am 15. und 28. Januar 1969 statt.
| Begegnungen          | Begegnungen        | Gesamt            | 1. Spiel            | 2. Spiel                         |
| -------------------- | ------------------ | ----------------- | ------------------- | -------------------------------- |
| HC La Chaux-de-Fonds | EC Klagenfurter AC | 8:9               | 4:5 (1:2, 0:1, 3:2) | 4:3, n. P. (2:3) (0:1, 2:1, 2:1) |
| SC Dynamo Berlin     | Brynäs IF Gävle    | Gävle verzichtet1 | Gävle verzichtet1   | Gävle verzichtet1                |

1 Der Schwedische Verband verbot dem Verein die Teilnahme.

### Halbfinale
Der Titelverteidiger TJ ZKL Brno und der sowjetische Meister ZSKA Moskau waren für das Halbfinale gesetzt. Die Spiele fanden am 6. und 8. April 1968 statt.
| Begegnungen        | Begegnungen      | Gesamt          | 1. Spiel        | 2. Spiel        |
| ------------------ | ---------------- | --------------- | --------------- | --------------- |
| EC Klagenfurter AC | TJ ZKL Brno      | Brno verzichtet | Brno verzichtet | Brno verzichtet |
| ZSKA Moskau        | SC Dynamo Berlin | 24:1            | 11:1            | 13:0            |

### Finale
| 10. Oktober 1969 | EC Klagenfurter AC E. Romauch (51.) | 1:9 (0:3, 0:3, 1:3) | ZSKA Moskau W. Charlamow (7.) J. Moissejew (8.) W. Wikulow (9.) A. Firsow (30.) J. Moissejew (37.) W. Polupanow (39.) W. Petrow (45.) W. Breschnew (47.) J. Blinow (49.) | Stadthalle Klagenfurt, Klagenfurt Zuschauer: 6.000 |

| 12. Oktober 1969 | EC Klagenfurter AC S. Puschnig (30.) P. Samonig (37.) D. Kalt (54.) | 3:14 (0:7, 2:4, 1:3) | ZSKA Moskau J. Moissejew (1.) W. Petrow (3.) W. Charlamow (4.) J. Moissejew (6.) A. Firsow (12.) B. Michailow (13.) W. Petrow (16.) W. Breschnew (25.) A. Ragulin (27.) W. Petrow (31.) A. Firsow (44.) W. Charlamow (51.) J. Blinow (53.) | Stadthalle Klagenfurt, Klagenfurt Zuschauer: 5.500 |

## Siegermannschaft
| Europapokalsieger ZSKA Moskau | Torhüter: Nikolai Tolstikow, Wladislaw Tretjak Verteidiger: Alexander Ragulin, Igor Romischewski, Wiktor Kuskin, Wladimir Breschnew Angreifer: Boris Michailow, Wladimir Petrow, Waleri Charlamow, Wladimir Wikulow, Wiktor Polupanow, Anatoli Firsow, Juri Moissejew, Anatoli Ionow, Juri Blinow, Jewgeni Mischakow, Alexander Smolin Cheftrainer: Anatoli Tarassow |